# Кадыйский район
Кады́йский райо́н — административно-территориальная единица (район) и муниципальный район в южной части Костромской области России.
Административным центром района является посёлок городского типа Кадый.

## География
Территория района расположена на юге Костромской области. Он граничит с Макарьевским районом на востоке, Антроповским на севере, Островским на западе. С юга его соседом является Юрьевецкий район Ивановской области. Общая площадь территории района составляет 2190 км².
Климат района характеризуется как умеренно континентальный. Крупнейшие реки, протекающие по его территории, — Нёмда и Унжа. Также имеются реки Желвата, Шуя, Кусь и Кусца.
Более 70 % площади района покрыто лесами, в основном смешанными. Отдельные сосновые боры вдоль берегов Волги, Нёмды и Вотгати признаны государственными памятниками природы. Значительная часть территории района заболочена; самое крупное болото — Котловское, его площадь достигает 1856 га. Самое большое озеро — Светлое (11 га), имеющее статус особо охраняемой природной территории. К охраняемым природным территориям также относятся парк в селе Чернышево, дендрарий при Завражской средней школе, глухариные токовища и некоторые родники.
Полезные ископаемые в Кадыйском районе представлены небогато. Имеются месторождения глин для производства кирпича и черепицы, а также суглинков и строительного песка, залегающих вблизи посёлка Кадый.
К числу памятников археологии относятся курганный могильник, а также селища XVII–XVIII веков и I тысячелетия до н.э.

## История
Территория современного Кадыйского района издревле была заселена. Изначально здесь проживали финно-угорские племена, такие как меря, чудь и весь. В XII веке началось активное расселение славян, достигших берегов Волги и продвинувшихся далее на север в лесные районы.
С XV века и ранее в этих местах велась добыча соли из подземных источников. Этот промысел имел большое значение, учитывая отсутствие ввоза соли из других регионов России того времени. Название города, по одной из версий, происходит от слова «кади», которым называли местные соляные колодцы. Солеварение, некогда приносившее доход, со временем утратило своё значение.
Официальной датой основания Кадыя как города-крепости считается 25 июня 1546 года. Согласно грамоте Ивана Грозного, Кадый получил статус прихода в составе Костромского уезда. Крепость создавалась для обороны от набегов татар и защиты местного населения. Благодаря своему расположению на пересечении важных путей (соединяющих Юрьевец с Макарьевым и Галичем, а также Вятку с Костромой), Кадый играл стратегическую роль. Город был хорошо укреплён: с трёх сторон его защищали реки Вотгать и её приток Кадыевка, а также специально вырытый ров. Опись 1573 года, составленная писцами Одинцовым и Наумовым, даёт представление об устройстве Кадыя. Город-крепость, защищённый водными преградами и рвом, имел три башни, располагал 13 пушками и 30 пищалями. Гарнизон состоял из стрельцов и пушкарей. Внутри крепостных стен находились церковь Троицы, воеводская изба, острог, а также казенный погреб с запасами пороха (3 пуда) и свинца (2 пуда). Основное население проживало за стенами крепости, в посаде. Большинство жителей Кадыя традиционно занималось сельским хозяйством, что отмечалось современниками как отличительная особенность города.
В период Смутного времени жители Кадыя и окрестных земель активно участвовали в борьбе против польских интервентов. Согласно историческим свидетельствам, часть мужского населения присоединилась к народному ополчению северных городов, сражаясь против отрядов Лисовского и участвуя в ополчении Минина и Пожарского в 1611–1612 годах. Особо отмечается подвиг жителей Коряковской волости (ныне территория Завражного сельского поселения), которые смогли отразить нападение противника и преследовали его до Костромы. Их действия способствовали безопасности Нижнего Поволжья, что, по мнению некоторых исследователей, облегчило организацию Нижегородского ополчения 1612 года. С Смутным временем связана и местная легенда о разбойнице по имени Марья-панья, которая действовала в кадыйских лесах. Согласно преданию, её отряд был уничтожен местными крестьянами, объединившимися для самообороны.
В XVIII веке Кадый входил в состав Костромской провинции Московской губернии. При Екатерине II, в 1778 году, он получил статус уездного города Костромской губернии с собственным самоуправлением и гербом. Регулярный план застройки Кадыя, разработанный в 1781 году, переработал исторически сложившуюся структуру посада на основе принципов классицизма, создав систему радиальных улиц, расходящихся от центральной площади. Однако, в связи с отсутствием экономического роста и стагнацией населения, с 1797 году Кадый был преобразован в заштатный город с упрощённой системой управления.
Данные XVIII–XIX веков свидетельствуют о медленном росте населения Кадыя: в 1722 году проживало 227 человек, в середине XVIII века численность оставалась примерно на том же уровне, а к 1853 году достигла 906 человек. Значительная часть жителей занималась различными промыслами, включая отхожие (сапоговаляльный, малярный и другие). Промышленное производство в крае практически отсутствовало. Некогда значимые соляные колодцы по берегам Вотгати, разрабатывавшиеся ещё в XIX веке, со временем прекратили свою работу. В середине XIX века город дважды пострадал от крупных пожаров: в 1839 году огонь уничтожил практически весь Кадый, а в 1841 году произошёл ещё один пожар. К 1853 году в Кадые были упразднены некоторые управленческие органы (магистрат, совестный суд); управление осуществлялось городским головой и гласными. Система образования в Кадые начала развиваться достаточно поздно. Первая церковно-приходская школа открылась лишь в 1863 году, в царствование Александра II. Позднее в городе действовало одноклассное училище. В 1898 году была основана городская библиотека-читальня. Традиционным развлечением, в том числе в престольный праздник, являлись кулачные бои.
Современная история района как административной единицы ведёт отсчёт с XX века. В 1929 году Кадыйский край вошёл в состав Ивановской области (изначально — Ивановской Промышленной области). Сам Кадыйский район был образован 25 января 1935 года. После упразднения Ивановской Промышленной области с 11 марта 1936 года район оставался в составе Ивановской области, а 13 августа 1944 года был передан во вновь образованную Костромскую область.
Административно-территориальное деление района неоднократно менялось. В 1945 году район включал 10 сельсоветов: Доронинский, Екатеринкинский, Зарецкий, Иваньковский, Кадыйский, Котловский, Ново-Чудский, Павлыгинский, Паньковский, Чернышевский. Согласно постановлению Президиума Верховного Совета РСФСР от 18 июня 1954 года, произошло укрупнение сельсоветов, их число сократилось до семи (Низкусьинский, Иваньковский, Кадыйский, Котловский, Ново-Чудский, Паньковский, Чернышевский). Указом Президиума Верховного Совета РСФСР от 18 июля 1956 года в состав района были переданы Ведровский, Вознесенский, Завражный, Кондомский, Лубянский, Нежитинский, Столпинский сельсоветы из Юрьевецкого района Ивановской области. Решением Костромского облисполкома от 8 января 1958 года Вознесенский и Нежитинский сельсоветы были переданы в Макарьевский район. В 1963 году Кадыйский район был временно упразднён, а его территория вошла в состав Макарьевского сельского района. В 1965 году Кадыйский район был восстановлен в прежних границах и с прежним названием, включив 10 сельских советов: Ведровский, Екатеринкинский, Завражный, Иваньковский, Кадыйский, Котловский, Низкусьинский, Паньковский, Столпинский, Чернышевский. Центром района на тот момент являлось село Кадый.
В соответствии с Законом Костромской области от 30 декабря 2004 года № 237-ЗКО район получил статус муниципального района с установленными границами. Было образовано 11 муниципальных образований: 1 городское и 10 сельских поселений. В результате преобразований, предусмотренных Законом Костромской области от 10 декабря 2009 года № 549-4-ЗКО, несколько сельских поселений были объединены:
- Екатеринкинское и Низкусинское сельские поселения были объединены в Екатеринкинское.
- Ведровское и Столпинское сельские поселения были объединены в Столпинское.
- Лубянское и Чернышевское сельские поселения были объединены в Чернышевское.

## Население
| 2002   | 2008  | 2009  | 2010  | 2011  | 2012  | 2013  | 2014  | 2015  |
| ------ | ----- | ----- | ----- | ----- | ----- | ----- | ----- | ----- |
| 10 341 | ↘8279 | ↗8387 | ↘8374 | ↘8320 | ↘8084 | ↘7867 | ↘7681 | ↘7571 |
| 2016   | 2017  | 2018  | 2019  | 2020  | 2021  |       |       |       |
| ↘7490  | ↘7304 | ↘7210 | ↘7019 | ↘6888 | ↘6137 |       |       |       |

### Национальный состав
По итогам переписи населения 2020 года проживали следующие национальности (национальности менее 0,1 % и другое, см. в сноске к строке «Другие»):
| Национальность | Численность, чел. | Доля     |
| -------------- | ----------------- | -------- |
| Русские        | 5719              | 93,19 %  |
| Даргинцы       | 36                | 0,59 %   |
| Узбеки         | 30                | 0,49 %   |
| Украинцы       | 21                | 0,34 %   |
| Ингуши         | 14                | 0,23 %   |
| Аварцы         | 12                | 0,20 %   |
| Таджики        | 11                | 0,18 %   |
| Молдаване      | 10                | 0,16 %   |
| Армяне         | 9                 | 0,15 %   |
| Чеченцы        | 7                 | 0,11 %   |
| Другие         | 268               | 4,36 %   |
| Итого          | 6137              | 100,00 % |

## Административное деление
Кадыйский район как административно-территориальная единица включает 1 городской посёлок (посёлок городского типа) и 7 поселений.
В Кадыйский район как муниципальный район входят 8 муниципальных образований, в том числе 1 городское и 7 сельских поселений.
| №        | Муниципальное образование          | Административный центр | Количество населённых пунктов | Население | Площадь, км2 |
| -------- | ---------------------------------- | ---------------------- | ----------------------------- | --------- | ------------ |
| 1e-06    | Городское поселение:               |                        |                               |           |              |
| 1        | посёлок Кадый                      | пгт Кадый              | 1                             | ↘3102     | 171,06       |
| 1.000002 | Сельские поселения:                |                        |                               |           |              |
| 2        | Вёшкинское сельское поселение      | посёлок Вёшка          | 5                             | ↘664      | 479,00       |
| 3        | Екатеринкинское сельское поселение | деревня Екатеринкино   | 28                            | ↘326      | 457,35       |
| 4        | Завражное сельское поселение       | село Завражье          | 16                            | ↘476      | 134,26       |
| 5        | Паньковское сельское поселение     | деревня Паньково       | 7                             | ↘654      | 323,97       |
| 6        | Селищенское сельское поселение     | деревня Селище         | 6                             | ↘202      | 200,00       |
| 7        | Столпинское сельское поселение     | село Столпино          | 16                            | ↘294      | 235,05       |
| 8        | Чернышевское сельское поселение    | село Чернышево         | 16                            | ↘419      | 340,68       |

## Населённые пункты
В Кадыйском районе расположено 86 населённых пунктов.
| №  | Населённый пункт | Тип     | Население | Муниципальное образование          |
| -- | ---------------- | ------- | --------- | ---------------------------------- |
| 1  | Адамовка         | деревня | →0        | Паньковское сельское поселение     |
| 2  | Азаровичи        | деревня | →0        | Чернышевское сельское поселение    |
| 3  | Андреевка        | деревня | ↘4        | Столпинское сельское поселение     |
| 4  | Антипино         | деревня | ↗10       | Екатеринкинское сельское поселение |
| 5  | Башки            | деревня | ↗1        | Столпинское сельское поселение     |
| 6  | Берёзовец        | деревня | ↘5        | Чернышевское сельское поселение    |
| 7  | Борисово         | деревня | ↗41       | Екатеринкинское сельское поселение |
| 8  | Борисоглебское   | село    | ↗150      | Завражное сельское поселение       |
| 9  | Булдачиха        | деревня | →7        | Завражное сельское поселение       |
| 10 | Ведрово          | деревня | ↗54       | Столпинское сельское поселение     |
| 11 | Вёшка            | посёлок | ↗655      | Вёшкинское сельское поселение      |
| 12 | Гобино           | деревня | ↗8        | Чернышевское сельское поселение    |
| 13 | Горицы           | деревня | ↗2        | Столпинское сельское поселение     |
| 14 | Dеревнищи        | деревня | ↘7        | Завражное сельское поселение       |
| 15 | Добрянки         | деревня | ↘2        | Чернышевское сельское поселение    |
| 16 | Доронино         | деревня | ↘21       | Екатеринкинское сельское поселение |
| 17 | Дубки            | посёлок | ↗307      | Паньковское сельское поселение     |
| 18 | Дудино           | деревня | ↘1        | Вёшкинское сельское поселение      |
| 19 | Екатеринкино     | деревня | ↗179      | Екатеринкинское сельское поселение |
| 20 | Жирки            | деревня | →0        | Екатеринкинское сельское поселение |
| 21 | Жуково           | деревня | ↗80       | Селищенское сельское поселение     |
| 22 | Завражье         | село    | ↗545      | Завражное сельское поселение       |
| 23 | Иваньково        | деревня | ↘123      | Екатеринкинское сельское поселение |
| 24 | Ивашево          | деревня | ↘38       | Екатеринкинское сельское поселение |
| 25 | Ильинское        | село    | ↘0        | Екатеринкинское сельское поселение |
| 26 | Истопки          | деревня | ↗17       | Екатеринкинское сельское поселение |
| 27 | Кадый            | пгт     | ↘3102     | посёлок Кадый                      |
| 28 | Калиновская      | деревня | ↘5        | Столпинское сельское поселение     |
| 29 | Кнышево          | деревня | →0        | Завражное сельское поселение       |
| 30 | Ковалёво         | деревня | →0        | Завражное сельское поселение       |
| 31 | Коряковка        | деревня | →0        | Завражное сельское поселение       |
| 32 | Костино          | деревня | ↘3        | Завражное сельское поселение       |
| 33 | Котлово          | деревня | ↗246      | Вёшкинское сельское поселение      |
| 34 | Кузьминская      | деревня | →0        | Столпинское сельское поселение     |
| 35 | Лагодки          | деревня | ↘0        | Чернышевское сельское поселение    |
| 36 | Латыниха         | деревня | ↘0        | Столпинское сельское поселение     |
| 37 | Лубяны           | деревня | ↗186      | Чернышевское сельское поселение    |
| 38 | Луховцево        | деревня | ↘4        | Завражное сельское поселение       |
| 39 | Льгово           | деревня | ↘28       | Паньковское сельское поселение     |
| 40 | Малово           | деревня | ↗6        | Завражное сельское поселение       |
| 41 | Марьино          | деревня | ↗159      | Селищенское сельское поселение     |
| 42 | Матвейково       | деревня | →0        | Екатеринкинское сельское поселение |
| 43 | Матвейково       | деревня | ↘4        | Чернышевское сельское поселение    |
| 44 | Меленки          | деревня | ↘27       | Чернышевское сельское поселение    |
| 45 | Митино           | деревня | ↗14       | Екатеринкинское сельское поселение |
| 46 | Митьково         | деревня | ↗9        | Паньковское сельское поселение     |
| 47 | Михальцы         | деревня | ↗1        | Столпинское сельское поселение     |
| 48 | Михеево          | деревня | ↗22       | Селищенское сельское поселение     |
| 49 | Мужичковская     | деревня | ↗53       | Столпинское сельское поселение     |
| 50 | Неверовка        | деревня | ↗18       | Чернышевское сельское поселение    |
| 51 | Низкусь          | село    | ↗162      | Екатеринкинское сельское поселение |
| 52 | Никиткино        | деревня | →0        | Чернышевское сельское поселение    |
| 53 | Николаевское     | деревня | ↗16       | Екатеринкинское сельское поселение |
| 54 | Новая Чудь       | село    | ↘0        | Екатеринкинское сельское поселение |
| 55 | Ново-Марьино     | деревня | ↗2        | Екатеринкинское сельское поселение |
| 56 | Новый Берёзовец  | посёлок | ↗174      | Чернышевское сельское поселение    |
| 57 | Новый Курдюм     | посёлок | ↗177      | Столпинское сельское поселение     |
| 58 | Ожгинец          | деревня | →0        | Столпинское сельское поселение     |
| 59 | Паньково         | деревня | ↗259      | Паньковское сельское поселение     |
| 60 | Поломы           | деревня | ↘7        | Чернышевское сельское поселение    |
| 61 | Поселихино       | деревня | ↘1        | Завражное сельское поселение       |
| 62 | Починок          | деревня | ↘24       | Чернышевское сельское поселение    |
| 63 | Прозорово        | деревня | ↘12       | Завражное сельское поселение       |
| 64 | Роденово         | деревня | ↗2        | Екатеринкинское сельское поселение |
| 65 | Рубеж            | деревня | ↘1        | Екатеринкинское сельское поселение |
| 66 | Рубцово          | село    | ↗257      | Вёшкинское сельское поселение      |
| 67 | Селище           | деревня | ↗142      | Селищенское сельское поселение     |
| 68 | Сергеевская      | деревня | ↗1        | Столпинское сельское поселение     |
| 69 | Середники        | деревня | ↘39       | Селищенское сельское поселение     |
| 70 | Синдяково        | деревня | →4        | Екатеринкинское сельское поселение |
| 71 | Сорочково        | деревня | ↘2        | Завражное сельское поселение       |
| 72 | Старово          | деревня | →4        | Екатеринкинское сельское поселение |
| 73 | Столбцы          | деревня | →0        | Екатеринкинское сельское поселение |
| 74 | Столпино         | село    | ↗330      | Столпинское сельское поселение     |
| 75 | Стрелицы         | деревня | ↗1        | Столпинское сельское поселение     |
| 76 | Ступниково       | деревня | ↘9        | Завражное сельское поселение       |
| 77 | Текун            | посёлок | ↗411      | Паньковское сельское поселение     |
| 78 | Тренино          | деревня | ↘3        | Селищенское сельское поселение     |
| 79 | Турово           | деревня | →0        | Екатеринкинское сельское поселение |
| 80 | Фетинино         | деревня | ↘7        | Завражное сельское поселение       |
| 81 | Химзавод         | посёлок | →7        | Вёшкинское сельское поселение      |
| 82 | Хорново          | деревня | →0        | Екатеринкинское сельское поселение |
| 83 | Хороброво        | деревня | ↘15       | Чернышевское сельское поселение    |
| 84 | Хохлянки         | деревня | ↗28       | Чернышевское сельское поселение    |
| 85 | Чапыги           | деревня | ↘21       | Паньковское сельское поселение     |
| 86 | Чернышево        | село    | ↗225      | Чернышевское сельское поселение    |

### Упразднённые населённые пункты
На территории района были упразднены следующие населённые пункты:
- 2017 год — деревня Лужиново.
- 2024 год — деревни Ерыгино, Жаравино, Ковригино, Комары, Кочкино, Погорелки и хутор Новосёлки.
- 2025 год — деревни Вербилово и Починок (Екатеринкинское сельское поселение).

## Экономика
Ключевым сектором экономики Кадыйского района является сельское хозяйство, ориентированное преимущественно на молочно-мясное животноводство. На территории района функционируют сельскохозяйственные производственные кооперативы (СПК) и один колхоз. В 1990-е годы наблюдалось значительное сокращение объёмов производства сельхозпродукции; например, поголовье крупного рогатого скота к 2008 году уменьшилось в шесть раз по сравнению с 1980-ми. Также в районе разводят овец романовской породы и свиней. Вблизи Кадыя расположена птицефабрика, которая не функционирует с начала 2000-х годов.
Растениеводство в районе развито в меньшей степени и ориентировано в основном на производство кормовых культур. Общая площадь сельскохозяйственных угодий, закреплённых за СПК, составляет 16431 га, из которых 14716 га приходится на пашню. Из-за сокращения числа работников и недостатка техники значительная часть пахотных земель в настоящее время не обрабатывается. Под зерновые культуры занято менее половины используемых пахотных площадей; преобладают посевы многолетних трав. В 1980-е годы район был крупным производителем льна (площадь посевов достигала 16000 га), но к настоящему моменту возделывание льна полностью прекращено. Картофель, ранее выращивавшийся в колхозах, также больше не является товарной культурой. В одном из крупных СПК («Завражье»), действовавшем до начала 2000-х годов, занимались также выращиванием рапса.
Высокая лесистость территории способствует развитию лесозаготовительной отрасли и деревообработки. В 2008 году в районе функционировали 49 пилорам.

## Транспорт
Транспортная инфраструктура района представлена преимущественно автомобильными дорогами. Ключевой артерией является трасса Р-243 «Кострома—Шарья—Киров—Пермь», пересекающая территорию с запада на восток. Среди других важных дорог — асфальтированная трасса 34Н-30 «Антропово—Палкино—Кадый», расположенная к северу от райцентра, и дорога 34К-94 «Кадый—Завражье» к югу. Железнодорожное сообщение в районе отсутствует.

## Социальная сфера
Система здравоохранения района включает 2 больницы и 18 медицинских пунктов.
Образовательная сеть Кадыйского района насчитывает 30 учреждений: 13 детских садов и 16 школ. Среди школ — 3 начальных, 9 основных и 4 средних общеобразовательных (расположены в посёлке Кадый и сёлах Чернышёво, Екатеринкино, Завражье). В райцентре работает дом детского творчества. Все средние школы обеспечены доступом в интернет.
В районе действуют 17 сельских библиотек, 12 сельских домов культуры и 2 детские музыкальные школы. Культурные учреждения представлены также историко-краеведческим музеем в Кадые и историко-культурным музеем в селе Завражье.
Традиционные для района промыслы и ремёсла, такие как плотничество, плетение, резьба по дереву, кузнечное, ткацкое, бондарное и печное дело, дегтярное производство, являются частью культурно-исторического наследия; некоторые из них сохраняются и в настоящее время.

## Достопримечательности
На территории района расположены объекты культурного наследия и достопримечательности. Среди памятников архитектуры — деревянная церковь Ильи Пророка в селе Екатеринкино, церковь Николая Чудотворца в посёлке Кадый, церковь Преображения в селе Столпино и церковь Боголюбской Богоматери в селе Котлово. Отмечается наличие двух деревянных храмов, один из которых находится под охраной.
Село Завражье, расположенное в 50 км от Кадыя, известно как место рождения и детства выдающегося кинорежиссёра Андрея Тарковского. В селе действует историко-культурный музей, экспозиции которого посвящены Андрею Тарковскому и религиозному философу Павлу Флоренскому, корни которого также связаны с кадыйской землёй.
В селе Рубцово в прошлом располагался Боголюбский женский монастырь, основанный в 1864 году; ныне на его месте установлен памятный знак.
В деревне Тренино в начале XIX века действовал Макарьево-Унженский хрустальный завод, принадлежавший братьям Трениным.
Село Чернышево связано с именем героя Отечественной войны 1812 года П.И. Петрова, чья усадьба здесь располагалась. Его сын, Аркадий Петрович Петров, проживая в Чернышеве, активно занимался сельским хозяйством и культурной деятельностью. В 1847 году он организовал в Галиче одну из первых в России сценических постановок драмы М.Ю. Лермонтова «Маскарад», направив сборы от спектакля на помощь нуждающимся горожанам. А.П. Петров был также талантливым художником, его зарисовки костромских городов и родного села хранятся в Российской национальной библиотеке. Существует предание, что в усадьбе Петровых находилась картина Лермонтова «Вид города Тифлиса», подаренная П.И. Петрову бабушкой поэта.
Деревня Борисово ранее принадлежала офицеру П.П. Писемскому, участнику войны 1812 года, служившему в лейб-гвардии Семёновском полку в Петербурге.
Среди уроженцев района — Герои Советского Союза: Н.Н. Юдин (из Большого Столпина), Н.А. Смирнов (из Большого Доронина) и М.А. Четвертной (из посёлка Кадый).
В окрестностях села Столпино располагалась Кривоозёрская Троицкая мужская пустынь. С этим монастырём связана деятельность выдающегося иконописца Корнилия Уланова, который принял здесь монашеский постриг в 1709 году. Красота Кривоозёрской пустыни была запечатлена художником И.И. Левитаном в его известных полотнах «Тихая обитель» и «Вечерний звон».
Деревня Поселихино является родиной художника А.И. Веселова. С посёлком Кадый связана жизнь художницы Н.А. Белых.